# Parafia św. Rocha w Woli Wiązowej
Parafia św. Rocha w Woli Wiązowej – parafia rzymskokatolicka, znajdująca się w archidiecezji łódzkiej, w dekanacie widawskim. 
Według stanu na luty 2017 liczba wiernych w parafii wynosiła 1600 osób.

## Proboszczowie
- ks. Jan Wągrowski (1919–1922)
- ks. Józef Krukowski (1922–1927)
- ks. Kazimierz Rusin (1927–1934)[2]
- ks. Leon Łomiński (1934–1939)
- ks. Stanisław Mazur (1939–1940)
- ks. Kazimierz Będkowski (1940–1941)
- ks. Aleksy Płuszka (1945–1947)
- ks. Eugeniusz Zioło (1947–1978)
- ks. Kazimierz Pacholik (1978–1987)
- ks. Józef Świerczyński (1987–1992)
- ks. Henryk Pierzyński (1992–2023)
- ks. Dariusz Witerski (2023–)

Źródło: